# Hansol Korea Open 2008
Hansol Korea Open 2008 — жіночий тенісний турнір, що проходив на відкритих кортах з твердим покриттям. Відбувся вп'яте, відомий того року під назвою Hansol Korea Open Tennis Championships. Належав до турнірів 4-ї категорії в рамках Туру WTA 2008. Відбувся в Seoul Olympic Park Tennis Center у Сеулі (Південна Корея) і тривав з 22 до 28 вересня 2008 року.

## Фінальна частина

### Одиночний розряд
Марія Кириленко —  Саманта Стосур, 2–6, 6–1, 6–4
- Для Кириленко це був 3-й титул за сезоні 5-й - за кар'єру.

### Парний розряд
Чжуан Цзяжун /  Сє Шувей —  Віра Душевіна /  Марія Кириленко, 6–3, 6–0